# Finitalia
Finitalia S.p.A. è una società finanziaria italiana specializzata nel credito ai consumatori, fondata nel 1972, nota per il finanziamento dei premi assicurativi, in collaborazione con UnipolSai.

## Storia
Nasce nel 1972 con il nome Finitalia-Finanziaria Italia Assicurazioni S.p.A, su iniziativa di Italia Assicurazioni, in quegli anni di proprietà del gruppo Montedison.
Nel 2002 entra a far parte del Gruppo Fondiaria-SAI a seguito dell’incorporazione di Italia Assicurazioni nella Milano Assicurazioni.
Nel 2005 incorpora la società My Fin.
Nel 2006 entra nel Gruppo Bancario BancaSai.
Nel 2014, a seguito dell’integrazione tra Unipol e Fondiaria-SAI, entra nel Gruppo Unipol.
Nel luglio 2019 entra a far parte del Gruppo BPER Banca.

## Associazioni e iscrizioni
Finitalia è associata Assofin e ABI.
Finitalia è iscritta all'Albo degli Intermediari Finanziari e al Registro degli Intermediari Assicurativi.